# Börje Salming
Börje Salming (ur. 17 kwietnia 1951 w Kirunie, zm. 24 listopada 2022 w Nacka) – szwedzki hokeista, reprezentant Szwecji, olimpijczyk.
Jego brat Stig (ur. 1947) był, a syn Rasmus (ur. 1995) jest hokeistą.

## Kariera klubowa
- Kiruna AIF (1967-1970)
- Brynäs IF (1970-1973)
- Toronto Maple Leafs (1973-1994)
- Detroit Red Wings (1989-1990)
- AIK Ishockey (1990-1993)

Wychowanek klubu Kiruna AIF w rodzinnym mieście. Trzy lata grał w Brynäs, w tym czasie dwukrotnie zdobył mistrzostwo Szwecji. Następnie, mimo że wcześniej nie był draftowany, trafił do ligi NHL do kanadyjskiego klubu Toronto Maple Leafs (wraz z nim jego rodak Inge Hammarström). W rozgrywkach występował w latach 1973-1990, z czego 16 sezonów w Toronto oraz ostatni sezon w amerykańskim Detroit Red Wings. Został uznany pierwszym Europejczykiem, który zyskał miano gwiazdy w lidze NHL. Łącznie w lidze NHL rozegrał 1229 meczów, w których zdobył 836 punktów. Podczas występów w NHL we wrześniu 1986 został zawieszony przez władze ligi za używanie kokainy, zaś 26 listopada 1986 uległ kontuzji, gdy łyżwa innego hokeisty rozcięła mu twarz na wskroś (założono mu wówczas ponad 200 szwów).
W 1990 powrócił do ojczyzny i rozegrał trzy ostatnie sezony w stołecznym klubie AIK, po czym w 1993 zakończył karierę zawodniczą.
Uczestniczył w turniejach mistrzostw świata w 1972, 1973, 1989, Canada Cup 1976, 1981, 1991 oraz zimowych igrzysk olimpijskich 1992.
Jako pierwszy został uhonorowany nagrodą Viking Award dla najbardziej wartościowego szwedzkiego zawodnika w lidze NHL (łącznie trzy razy).
Po zakończeniu kariery zajął się działalnością biznesową, założył firmę odzieżową Salming Underwear.

## Sukcesy

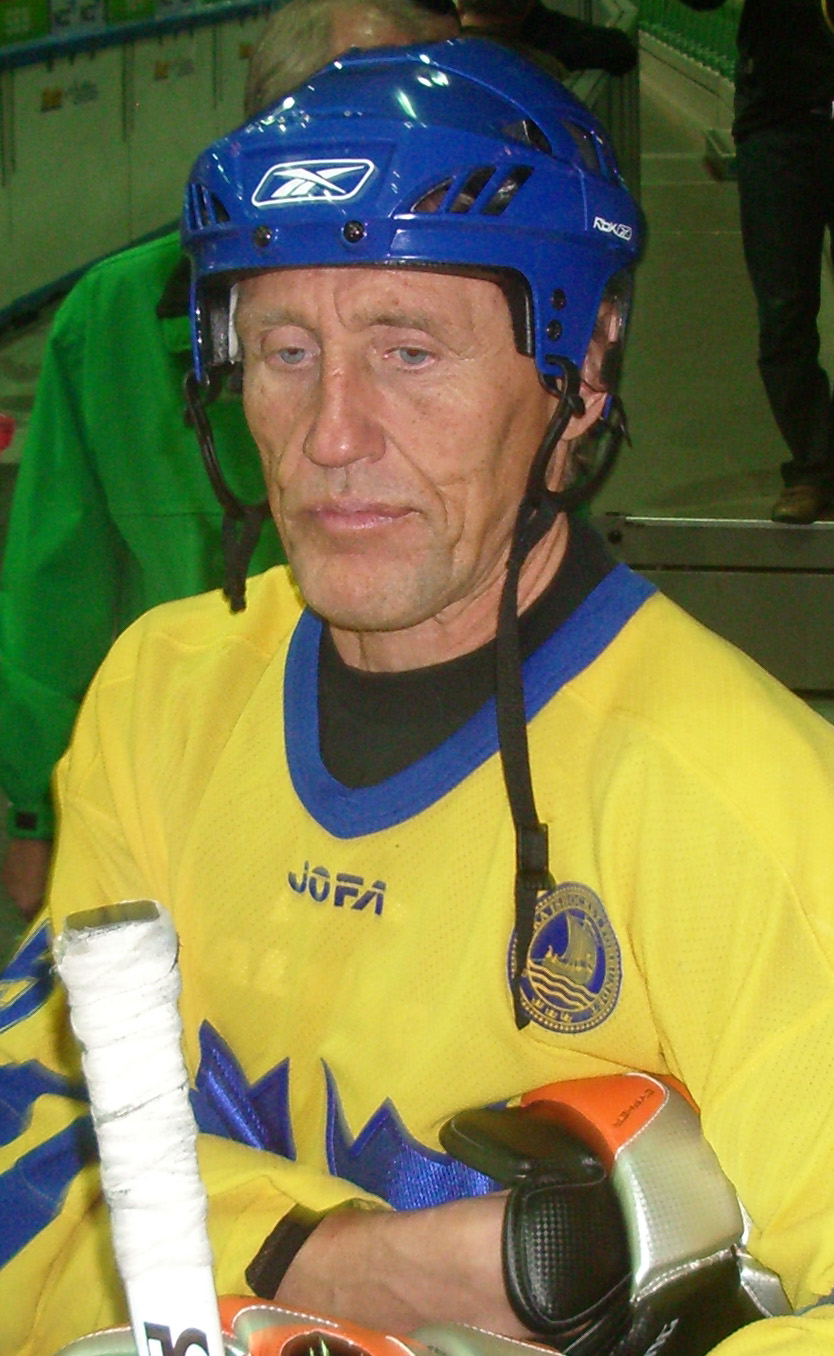
Börje Salming w barwach Szwecji w meczu gwiazd (2007)

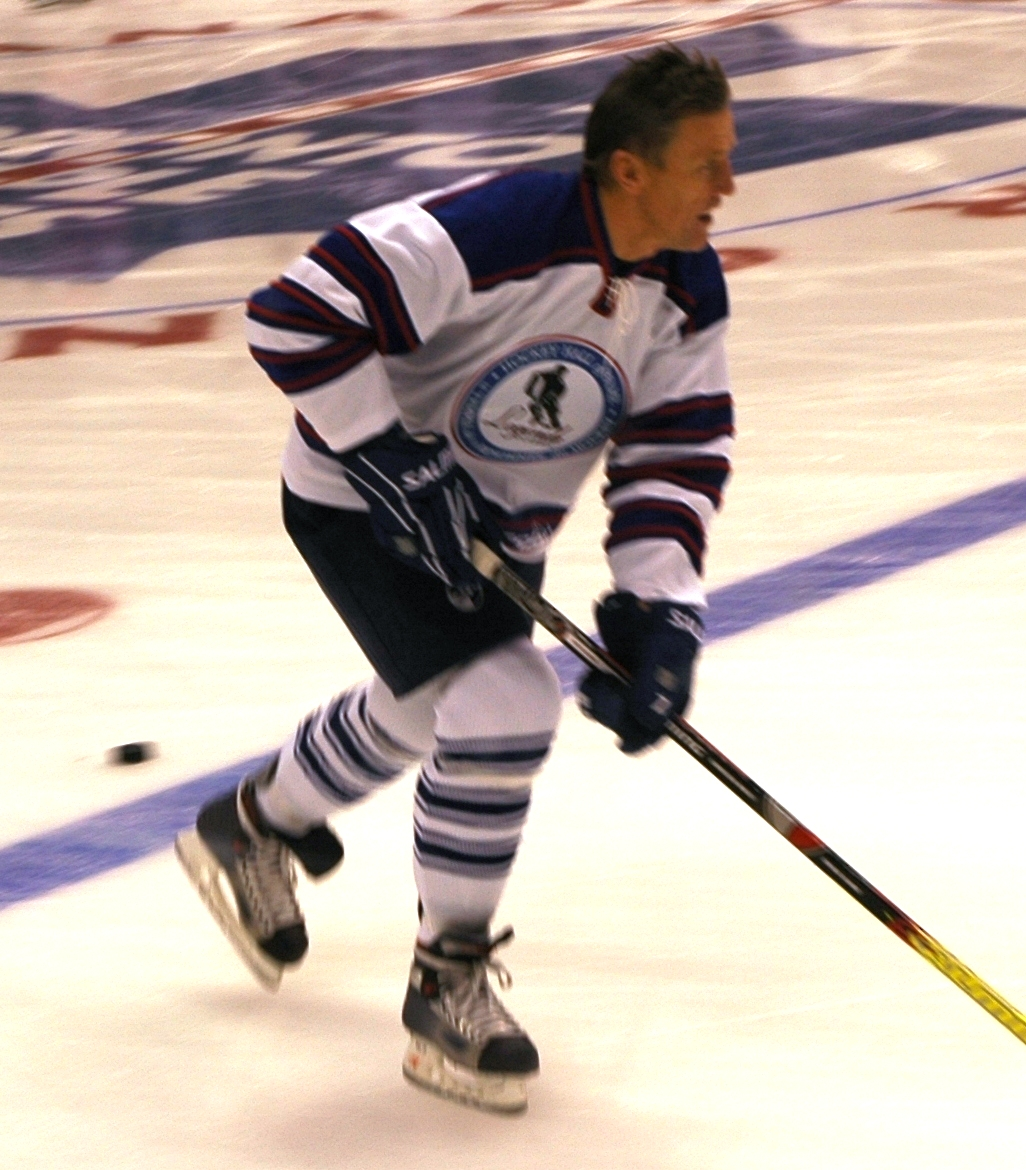
Börje Salming podczas meczu legend w Toronto (2008)

Reprezentacyjne
- Brązowy medal mistrzostw świata: 1972
- Srebrny medal mistrzostw świata: 1973
- Brązowy medal Canada Cup: 1991

Klubowe
- Złoty medal mistrzostw Szwecji: 1971, 1972 z Brynäs

Indywidualne
- Mistrzostwa Europy juniorów do lat 19 w hokeju na lodzie 1969:
  - Najlepszy obrońca turnieju[8]
- Mistrzostwa świata w 1973:
  - Skład gwiazd turnieju
- Division 1 1972/1973:
  - Skład gwiazd ligi
- NHL (1974/1975):
  - Drugi skład gwiazd
- Canada Cup 1976:
  - Skład gwiazd turnieju
- NHL (1975/1976):
  - NHL All-Star Game
  - Drugi skład gwiazd
  - Viking Award - nagroda dla najbardziej wartościowego szwedzkiego zawodnika w lidze NHL (jako pierwszy nagrodzony w historii)
- NHL (1976/1977):
  - NHL All-Star Game
  - Pierwszy skład gwiazd
  - Viking Award - nagroda dla najbardziej wartościowego szwedzkiego zawodnika w lidze NHL
- NHL (1977/1978):
  - NHL All-Star Game
  - Drugi skład gwiazd
- NHL (1978/1979):
  - Drugi skład gwiazd
  - Viking Award - nagroda dla najbardziej wartościowego szwedzkiego zawodnika w lidze NHL
- NHL (1979/1980):
  - Drugi skład gwiazd
- NHL (1981/1982):
  - Charlie Conacher Humanitarian Award (nagroda za wybitny wkład do projektów humanitarnych lub służbę społeczności)

Rekordy
- Pierwsze miejsce w klasyfikacji asystentów w historii ligi NHL wśród zawodników niedraftowanych: 620 asyst
- Pierwsze miejsce w klasyfikacji asystentów w historii klubu Toronto Maple Leafs: 620 asyst
- Czwarte miejsce w klasyfikacji kanadyjskiej w historii klubu Toronto Maple Leafs: 768 punktów

Wyróżnienia
- Hockey Hall of Fame: 1996 (przyjęty jako pierwszy szwedzki hokeista)
- Galeria Sławy IIHF: 1998
- Skład Stulecia IIHF: 2008[9]
- Od 2009 jest patronem nagrody nazwanej od jego nazwiska Trofeum Salminga, jaką otrzymuje zawodnik wybrany corocznie najlepszym obrońcą sezonu ligi Elitserien (od 2013 SHL) (wyróżnienie przyznaje związek dziennikarzy Kamratföreningen Hockeyjournalisterna[10]).
- Galeria Sławy szwedzkiego hokeja na lodzie: 9 lutego 2012 (jako trzeci przyjęty)
- Stor Grabb (numer 112)